# Mours
Mours ist eine französische Gemeinde mit 1.680 Einwohnern (Stand: 1. Januar 2022) im Département Val-d’Oise in der Region Île-de-France; sie gehört zum Arrondissement Pontoise und zum Kanton L’Isle-Adam. Die Einwohner werden Moursien(ne)s genannt. Die Gemeinde bildet zusammen mit Beaumont-sur-Oise, Bernes-sur-Oise, Chambly (Oise), Persan und Ronquerolles die Unité urbaine de Persan - Beaumont-sur-Oise.

## Geographie
Mours liegt 30 Kilometer nordnordwestlich von Paris am Fluss Oise. Umgeben wird Mours von den Nachbargemeinden Persan im Norden, Beaumont-sur-Oise im Nordosten, Nointel im Osten, Presles im Süden, L’Isle-Adam im Südwesten sowie Champagne-sur-Oise im Westen.
Durch die Gemeinde führt die Autoroute A16.

## Bevölkerungsentwicklung
| 1962 | 1968 | 1975 | 1982 | 1990 | 1999 | 2006 | 2012 | 2018 |
| 273  | 299  | 426  | 1479 | 1542 | 1475 | 1410 | 1328 | 1609 |

## Sehenswürdigkeiten

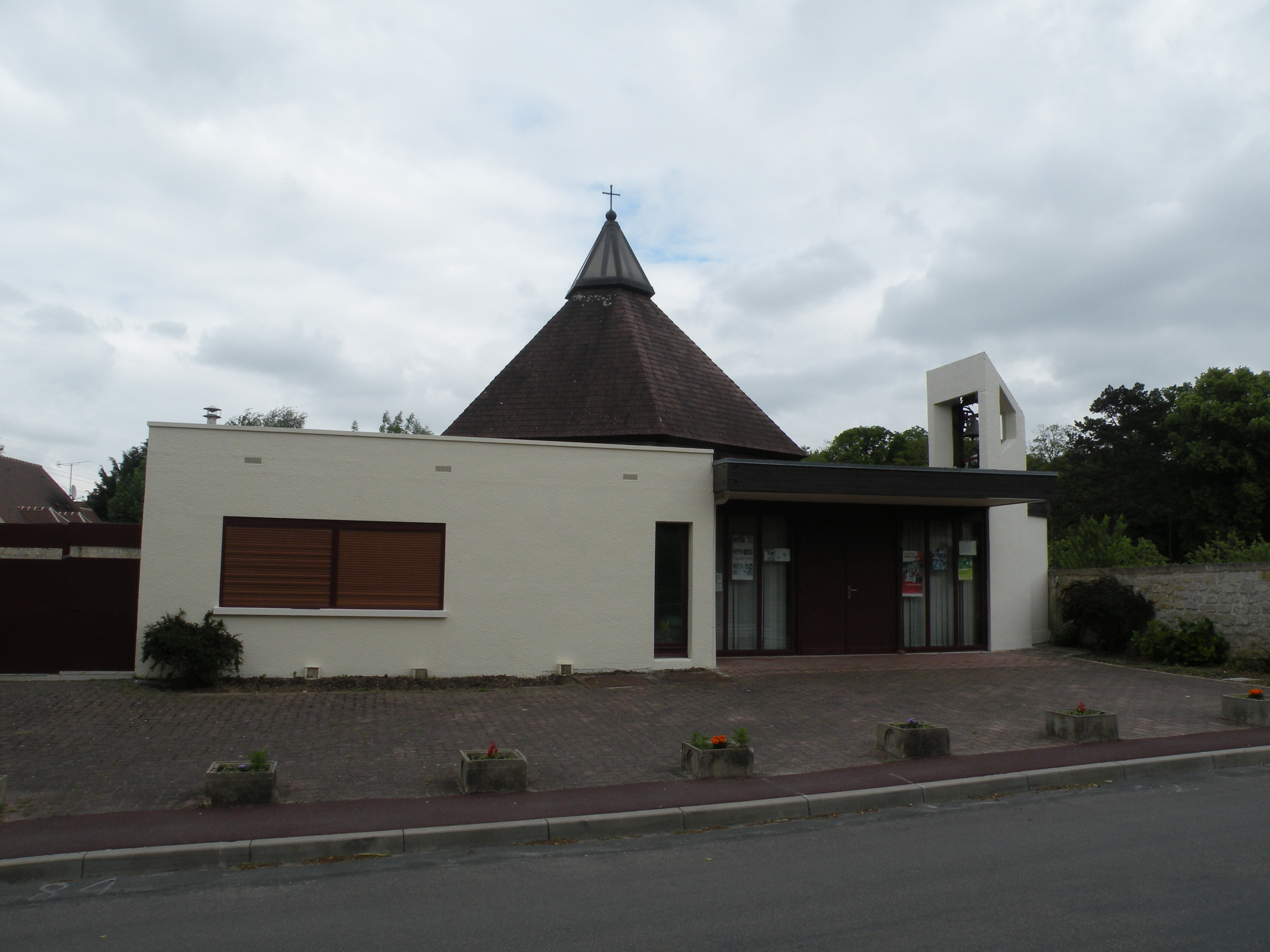
Kirche von Mours

- Kapelle, ursprünglich aus dem 15. Jahrhundert, neogotischer Bau anstelle des alten Kirchbaus Mitte des 19. Jahrhunderts ersetzt
- Haus Saint-Denis, für die Mission in Afrika Ende des 19. Jahrhunderts erbaut
- Gutshaus, während des 100-jährigen Kriegs als Herrenhaus erbaut
- alte Getreidemühle
- Waschhaus